# Comtés de l'État de Virginie-Occidentale
L'État américain de Virginie-Occidentale est divisé en 55 comtés (counties).
Le territoire était divisé en 50 comtés lors du Congrès de Wheeling qui précéda sa sécession en 1861 d'avec l'État de Virginie  L'admission du nouvel État par le Congrès des États-Unis fut signifié le 20 juin 1863.
17 comtés portent un nom unique, tandis que chacun des 38 autres comtés a un ou plusieurs homonymes dans d'autres États de l'Union.

## Liste des comtés
Rappel : La Virginie Occidentale compte 1 852 994 habitants sur une superficie de 62 809 km2, soit une densité de 29,5.
| Nom                 | Siège            | date de création | Population | Superficie (km²) | densité |
| ------------------- | ---------------- | ---------------- | ---------- | ---------------- | ------- |
| Comté de Barbour    | Philippi         | 1843             | 16 589     | 883              | 18,8    |
| Comté de Berkeley   | Martinsburg      | 1772             | 104 169    | 831              | 125,4   |
| Comté de Boone      | Madison          | 1847             | 24 629     | 1 303            | 18,9    |
| Comté de Braxton    | Sutton           | 1836             | 14 523     | 1 331            | 10,9    |
| Comté de Brooke     | Wellsburg        | 1796             | 24 069     | 231              | 104,2   |
| Comté de Cabell     | Huntington       | 1809             | 96 319     | 730              | 131,9   |
| Comté de Calhoun    | Grantsville      | 1856             | 7 627      | 728              | 10,5    |
| Comté de Clay       | Clay             | 1858             | 9 386      | 886              | 10,6    |
| Comté de Doddridge  | West Union       | 1845             | 8 202      | 829              | 9,9     |
| Comté de Fayette    | Fayetteville     | 1831             | 46 039     | 1 720            | 26,8    |
| Comté de Gilmer     | Glenville        | 1845             | 8 693      | 881              | 9,8     |
| Comté de Grant      | Petersburg       | 1866             | 11 937     | 1 235            | 36,4    |
| Comté de Greenbrier | Lewisburg        | 1778             | 35 480     | 2 644            | 13,4    |
| Comté de Hampshire  | Romney           | 1754             | 23 964     | 1 663            | 14,4    |
| Comté de Hancock    | New Cumberland   | 1848             | 30 676     | 215              | 142,7   |
| Comté de Hardy      | Moorefield       | 1786             | 14 025     | 1 510            | 9,3     |
| Comté de Harrison   | Clarksburg       | 1784             | 69 099     | 1 077            | 64,2    |
| Comté de Jackson    | Ripley           | 1831             | 29 211     | 1 207            | 24,2    |
| Comté de Jefferson  | Charles Town     | 1801             | 53 498     | 544              | 98,3    |
| Comté de Kanawha    | Charleston       | 1789             | 193 063    | 2 339            | 82,5    |
| Comté de Lewis      | Weston           | 1816             | 16 372     | 1 008            | 16,2    |
| Comté de Lincoln    | Hamlin           | 1867             | 21 720     | 1 134            | 19,2    |
| Comté de Logan      | Logan            | 1824             | 36 743     | 1 176            | 31,2    |
| Comté de Marion     | Fairmont         | 1842             | 56 418     | 803              | 70,3    |
| Comté de Marshall   | Moundsville      | 1835             | 33 107     | 795              | 41,6    |
| Comté de Mason      | Point Pleasant   | 1804             | 27 324     | 1 119            | 24,4    |
| Comté de McDowell   | Welch            | 1858             | 22 113     | 1 386            | 16,0    |
| Comté de Mercer     | Princeton        | 1837             | 62 264     | 1 088            | 57,2    |
| Comté de Mineral    | Keyser           | 1866             | 28 212     | 850              | 33,2    |
| Comté de Mingo      | Williamson       | 1895             | 26 839     | 1 096            | 24,5    |
| Comté de Monongalia | Morgantown       | 1776             | 96 189     | 935              | 102,9   |
| Comté de Monroe     | Union            | 1799             | 13 502     | 1 225            | 11,0    |
| Comté de Morgan     | Berkeley Springs | 1820             | 17 541     | 593              | 29,6    |
| Comté de Nicholas   | Summersville     | 1818             | 26 233     | 1 681            | 15,6    |
| Comté d'Ohio        | Wheeling         | 1776             | 44 443     | 275              | 161,6   |
| Comté de Pendleton  | Franklin         | 1788             | 7 695      | 1 808            | 4,3     |
| Comté de Pleasants  | St. Marys        | 1851             | 7 605      | 339              | 22,4    |
| Comté de Pocahontas | Marlinton        | 1821             | 8 719      | 2 435            | 3,6     |
| Comté de Preston    | Kingwood         | 1818             | 33 520     | 1 678            | 20,0    |
| Comté de Putnam     | Winfield         | 1848             | 55 486     | 896              | 61,9    |
| Comté de Raleigh    | Beckley          | 1850             | 78 859     | 1 572            | 50,2    |
| Comté de Randolph   | Elkins           | 1787             | 29 405     | 1 040            | 28,3    |
| Comté de Ritchie    | Harrisville      | 1843             | 10 449     | 1 176            | 10,0    |
| Comté de Roane      | Spencer          | 1856             | 14 926     | 1 254            | 11,9    |
| Comté de Summers    | Hinton           | 1871             | 13 927     | 935              | 14,9    |
| Comté de Taylor     | Grafton          | 1844             | 16 895     | 448              | 37,7    |
| Comté de Tucker     | Parsons          | 1856             | 7 141      | 1 095            | 6,5     |
| Comté de Tyler      | Middlebourne     | 1814             | 9 208      | 668              | 13,8    |
| Comté d'Upshur      | Buckhannon       | 1851             | 24 254     | 919              | 26,4    |
| Comté de Wayne      | Wayne            | 1842             | 42 481     | 1 311            | 32,4    |
| Comté de Webster    | Webster Springs  | 1860             | 9 154      | 1 440            | 6,6     |
| Comté de Wetzel     | New Martinsville | 1846             | 16 583     | 930              | 17,8    |
| Comté de Wirt       | Elizabeth        | 1848             | 5 717      | 603              | 9,5     |
| Comté de Wood       | Parkersburg      | 1798             | 86 956     | 951              | 91,4    |
| Comté de Wyoming    | Pineville        | 1850             | 23 796     | 1 298            | 18,3    |